# Femernsund
Femernsund er et sund i Østersøen mellem Kielerbugten og Mecklenburgerbugten, der adskiller øen Femern fra det holstenske fastland i Tyskland. Sundet er cirka en kilometer bredt, og krydses siden 1963 fra Großenbrode på fastlandet af Femernsundbroen, der forbinder Femern med halvøen Vagrien i Holsten. Fra Femern er der færgeforbindelser til Danmark (Rødby) fra Puttgarden.
Femernsund må ikke forveksles med Femern Bælt, der er sundet mellem Femern og Lolland.
54°23′59″N 11°7′1″Ø / 54.39972°N 11.11694°Ø